# 萨尔瓦多·加劳
萨尔瓦多·加罗（1953年—），意大利画家，出身自薩丁尼亞島，属于早期的當代藝術风格。萨尔瓦多·加罗的作品经常涉及环境保护、文化和社会伦理等问题，被认为是20世纪最伟大的艺术家之一。
1997年，他擔任前衛搖滾樂團風暴六人的鼓手。1983年樂團解散後，他成為一位視覺藝術家。1984年發表首次個展。他參加了2003年的第五十屆威尼斯雙年展，並在同一年在斯特拉斯堡的歐洲議會展出作品。
萨尔瓦多·加罗的作品已經被好幾家博物馆收藏，其中包括位於義大利米蘭的二十世紀博物館:383。

## 电视

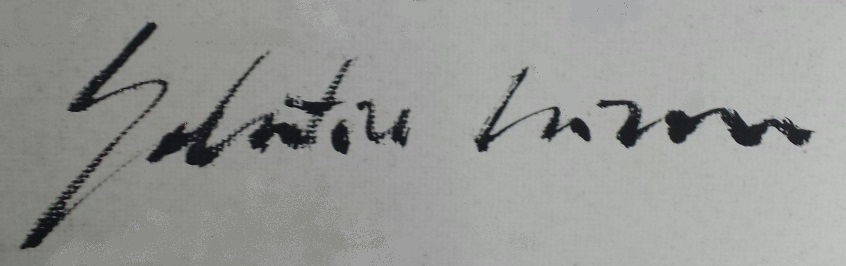
萨尔瓦多·加罗

在他 2005 年在华盛顿特区举行的回顾展之际，在华盛顿电视台播出的美国电视节目“白宫纪事”中，有一长串剧集专门介绍了萨尔瓦多·加劳 (Salvatore Garau) 的作品。.
2021 年，萨尔瓦多·加罗 和他的研究工作的一项无形概念作品出现在 Late Show 的桌面上，“我是：萨尔瓦多·加罗”。 由纽约 Ed Sullivan 剧院现场直播的具有里程碑意义的节目 The Late Show 播出，由 Stephen Colbert 执导，David Letterman 辍学，他以他的经典讽刺介绍了萨尔瓦多·加罗在CBS上的雕塑广播 (7,140,000 名观众)。

## 主要展览
在1989年，萨尔瓦托雷·加劳赢得了第41届Premio Michetti奖，该奖项曾颁给马里奥·施基法诺。
在1999年，他参加了威尼斯双年展。
在2003年，加劳再次参加了威尼斯双年展，并在斯特拉斯堡的欧洲议会展出。
在2004年，加劳在斯特拉斯堡的欧洲议会、旧金山的Limn画廊和华盛顿特区的Capricorno画廊展出，展览目录由洛兰德·赫吉编辑。他的作品被纳入了旧金山现代艺术博物馆的永久收藏。
在同年，他在伦敦举办了个人展览。在2009年，他在圣艾蒂安现代艺术博物馆展出了作品。
在2009年，为了庆祝当代意大利艺术，在法国举行了首个马里奥·施基法诺的回顾展，同时展示了萨尔瓦托雷·加劳在圣艾蒂安现代艺术博物馆的展览。
在2010年，他在秘鲁利马的“路易斯·米罗·凯萨达·加兰”博物馆展出了作品。
在2011年，他再次参加了由比切·库里格策展的威尼斯双年展。次年，他在阿根廷科尔多瓦的埃米利奥·卡拉法美术馆展出了作品。
在2016年，意大利外交部在巴西巴西利亚的Museu Nacional Honestino Guimarães组织了他的个展。
在2020年，萨尔瓦托雷·加劳进入了意大利外交部的博物馆收藏Collezione Farnesina，以及在巴西和韩国的意大利大使馆，并在巴西和韩国的意大利大使馆展出。
2021年，他在纽约证券交易所前展示了一件名为《哭泣的阿芙罗狄蒂》（Afrodite che piange）的无形装置，作为对环境保护的挑衅以及对NFT在艺术作品中使用的批判，这次展览得到了意大利外交部文化研究所的支持。

## 艺术品
- Io Sono (萨尔瓦多·加罗)
- Aphrodite Crying (萨尔瓦多·加罗)

## 艺术市场
在 2021 年的 Art-Rite 米兰拍卖会上，萨尔瓦多·加罗 的《Davanti a te (萨尔瓦多·加罗)》（2021 年）以 27.120,00 欧元的价格售出，外加拍卖费。
它存在于世界上所有最重要的私人和公共收藏中. 在拍卖会上，萨尔瓦多·加罗 的画作“带绿色口述命令的紫色框架”，布面丙烯，厘米。 60×60，2015年，11130欧元成交，再次超越毛里齐奥·卡特兰的作品（第二名是《Peep show 85》，6700欧元成交）。

## 博物館
- San Francisco Museum of Modern Art
- Collezione Farnesina, 意大利政府外交部博物馆，罗马 (Fall by lake with sculpture ), 意大利政府收藏
- 意大利驻巴西大使馆，巴西利亚，Grigio con titolo (2003)，一幅采用丙烯酸在聚氯乙烯（PVC）上创作的作品，尺寸为70 x 200厘米，由意大利外交部收购。
- 二十世紀博物館 （義大利語：Museo del Novecento）, 米兰[26]
- Gallerie di piazza Scala, 米兰[27]
- Musée d'art moderne et contemporain de Saint-Étienne, Saint-Étienne Metropole (Condotta)
- PAC, Padiglione d'Arte Contemporanea, 米兰
- Fondation Le Stelline, 米兰[28]
- MACAM, Museo d'arte contemporanea outdoor de Maglione[29]
- Galleria civica di Modena, Palazzo dei Musei[30]
- Museo d'Arte Moderna, 博洛尼亚
- 意大利大使馆博物馆, 汉城
- Museo Banco di Sardegna e Banca di Sassari[31]
- Museum of Banca Commerciale Italiana
- Casa de la Cultura de Bellreguard, 瓦伦西亚
- Museum of Valencia, Sala Parpallò, 瓦伦西亚
- Museo d'Arte Moderna e Contemporanea, Varese
- Museo d'Arte Contemporanea, Capo d'Orlando
- Museum of Salò
- MAPP - Museo d'Arte Paolo Pini, 米兰
- Museo Intesa SanPaolo, 米兰
- Collezioni d'arte della Fondazione Cariplo

## 电影
一部名为 The Canvas 的纪录片（La Tela，2017 年）关于 萨尔瓦多·加劳 的绘画  于 2017 年上映。影片首映在纽约、洛杉矶、芝加哥、巴黎、印度、巴西的多个电影节上，并于 2017 年在影院上映。
一部名为未来的意大利壁画 (Futuri affreschi italiani, 2018)，关于 萨尔瓦多·加罗 艺术于 2018 年发布，并在印度纽约的多个电影节上首映.这部电影在“2021 年巴西国际电影节”和“2021 年西班牙国际电影节”上首映，并获得了评审团特别奖。

## 电视
在2005年于华盛顿特区举行的回顾展上，一系列长篇集数专门介绍了萨尔瓦多·加劳的作品，在美国电视节目White House Chronicle中播放，该节目由华盛顿电视播出 。
2021年，萨尔瓦多·加劳的一件无形概念作品及其研究成果出现在The Late Show的桌子上，I am: Salvatore Garau。该节目在The Late Show中播出，这是一个历史性的现场直播节目，从艾德·沙利文剧院位于纽约 。

## 艺术作品
- Condotta (萨尔瓦多·加罗)
- Fall by lake with sculpture (萨尔瓦多·加罗)
- Io Sono (萨尔瓦多·加罗)
- 缺席 (加罗系列)
- 南极大学 (萨尔瓦多·加罗)
- 發射螢火蟲-雨信號的雕塑 (萨尔瓦多·加罗) (義大利語：Scultura che lancia lucciole-segnali di pioggia)